# George Dickie
George Dickie, född 12 augusti 1926 i Palmetto, Florida, död 24 mars 2020, var en amerikansk konstkritiker och professor emeritus i filosofi vid University of Illinois at Chicago. Dickie är känd för att ha utvecklat den institutionella konstteorin, framför allt i boken Art and the Aesthetic: An Institutional Analysis från 1974.